# Atletica leggera ai Giochi della XXX Olimpiade - 400 metri ostacoli maschili

Video ufficiale della Finale

Ai Giochi della XXX Olimpiade, la competizione dei 400 metri ostacoli maschili si è svolta dal 3 al 6 agosto presso lo Stadio Olimpico di Londra.

## Presenze ed assenze dei campioni in carica
Per i campionati europei si considera l'edizione del 2010.
| Competizione         | Atleta          | Prestazione | Londra 2012 |
| -------------------- | --------------- | ----------- | ----------- |
| Olimpiadi 2008       | Angelo Taylor   | 47”25       | Presente    |
| Commonwealth 2010    | David Greene    | 48”52       | Presente    |
| Europei 2010         | David Greene    | 48”12       | Presente    |
| Panamericani 2011    | Omar Cisneros   | 47”99       | Presente    |
| Mondiali 2011        | David Greene    | 48”26       | Presente    |
|                      |                 |             |             |
| Mondiali junior 2008 | Jeshua Anderson | 48”68       | Assente     |

## La gara
Il più veloce durante la stagione agonistica è stato il portoricano Javier Culson (47"78). Sono attesi anche gli statunitensi, in particolare Angelo Taylor, che aspira al terzo oro olimpico. I due si scontrano nella seconda semifinale, che viene osservata come anticipo della finale. Vince Culson di due centesimi (47"93 contro 47"95). Ma nella prima semifinale qualcuno è andato più veloce: è il redivivo Félix Sánchez, trentacinquenne campione olimpico del 2004, che ha fermato i cronometri su 47"76. Dietro di lui il trinidegno Jehue Gordon ha stabilito il record nazionale in 47"96. La terza serie è vinta dallo statunitense Michael Tinsley (48"18). Nella serie di Culson, il cubano Omar Cisnero stabilisce il record per un atleta non qualificato alla finale olimpica: 48"23.
In finale Felix sorprende tutti: copre i primi trecento metri in maniera perfetta e poi mantiene il ritmo nel rettilineo finale. La vittoria è sua in 47"63. Culson, nel tentativo di replicare al dominicano, forza l'andatura ma inciampa sul settimo ostacolo, perdendo la seconda posizione a favore di Tinsey e scendendo al terzo posto.
Dietro di lui il britannico Greene e un deluso Taylor, quinto.

## Risultati

### Batterie
Venerdì 3 agosto.
Si qualificano per le semifinali i primi 3 classificati di ogni batteria. Vengono ripescati i 6 migliori tempi degli esclusi.

#### 1ª Batteria
Ore 11:15.

| Pos | Corsia | Atleta             | Paese         | Tempo | Note |
| --- | ------ | ------------------ | ------------- | ----- | ---- |
| 1   | 6      | Amaurys R. Valle   | Cuba          | 49"19 | Q    |
| 2   | 3      | Brendan Cole       | Australia     | 49"24 | Q    |
| 3   | 5      | Amaechi Morton     | Nigeria       | 49"34 | Q    |
| 4   | 4      | Kenneth Medwood    | Belize        | 49"78 | q    |
| 5   | 7      | Roxroy Cato        | Giamaica      | 50"22 |      |
| 6   | 8      | Chieh Chen         | Taipei cinese | 50"27 |      |
| 7   | 9      | Zhilong Li         | Cina          | 50"36 |      |
| -   | 2      | Takayuki Kishimoto | Giappone      | DSQ   |      |

#### 2ª Batteria
Ore 11:22.

| Pos | Corsia | Atleta           | Paese           | Tempo | Note                                     |
| --- | ------ | ---------------- | --------------- | ----- | ---------------------------------------- |
| 1   | 3      | Michael Tinsley  | Stati Uniti     | 49"13 | Q                                        |
| 2   | 4      | Leford Green     | Giamaica        | 49"30 | Q                                        |
| 3   | 6      | Kurt Couto       | Mozambico       | 49"31 | Q                                        |
| 4   | 8      | Eric Alejandro   | Porto Rico      | 49"39 | q                                        |
| 5   | 9      | Rasmus Mägi      | Estonia         | 50"05 |                                          |
| 6   | 7      | Winder Cuevas    | Rep. Dominicana | 50"15 | Miglior prestazione personale stagionale |
| -   | 5      | Akihiko Nakamura | Giappone        | DSQ   |                                          |
| -   | 2      | Kariem Hussein   | Svizzera        | DNS   |                                          |

#### 3ª Batteria
Ore 11:29.

| Pos | Corsia | Atleta                         | Paese         | Tempo | Note |
| --- | ------ | ------------------------------ | ------------- | ----- | ---- |
| 1   | 1      | David Greene                   | Gran Bretagna | 48"98 | Q    |
| 2   | 8      | Emir Bekrić                    | Serbia        | 49"21 | Q    |
| 3   | 9      | José Reynaldo Bencosme de Leon | Italia        | 49"35 | Q    |
| 4   | 6      | Brent LaRue                    | Slovenia      | 49"38 | q    |
| 5   | 7      | Jamele Mason                   | Porto Rico    | 49"89 |      |
| 6   | 2      | Wen Cheng                      | Cina          | 50"38 |      |
| 7   | 5      | Vincent Kiplangat Kosgei       | Kenya         | 50"80 |      |
| 8   | 4      | Cornel Fredericks              | Sudafrica     | 52"29 |      |
| -   | 9      | Lankatien Lamboni              | Togo          | DSQ   |      |

#### 4ª Batteria
Ore 11:36.

| Pos | Corsia | Atleta             | Paese         | Tempo | Note |
| --- | ------ | ------------------ | ------------- | ----- | ---- |
| 1   | 4      | Javier Culson      | Porto Rico    | 48"33 | Q    |
| 2   | 2      | Kerron Clement     | Stati Uniti   | 48"48 | Q    |
| 3   | 7      | Omar Cisneros      | Cuba          | 48"63 | Q    |
| 4   | 3      | Tristan Thomas     | Australia     | 49"13 | q    |
| 5   | 6      | Rhys Williams      | Gran Bretagna | 49"17 | q    |
| 6   | 5      | Michaël Bultheel   | Belgio        | 49"18 | q    |
| 7   | 9      | Vjačeslav Sakaev   | Russia        | 50"36 |      |
| 8   | 8      | Jorge Paula        | Portogallo    | 51"40 |      |
| 9   | 1      | Maoulida Daroueche | Comore        | 53"49 |      |

#### 5ª Batteria
Ore 11:43.

| Pos | Corsia | Atleta               | Paese             | Tempo | Note |
| --- | ------ | -------------------- | ----------------- | ----- | ---- |
| 1   | 3      | Angelo Taylor        | Stati Uniti       | 49"29 | Q    |
| 2   | 9      | Jehue Gordon         | Trinidad e Tobago | 49"37 | Q    |
| 3   | 4      | Stanislav Melnykov   | Ucraina           | 50"13 | Q    |
| 4   | 5      | Silvio Schirrmeister | Germania          | 50"21 |      |
| 5   | 8      | Periklīs Iakōvakīs   | Grecia            | 50"27 |      |
| 6   | 6      | L. J. van Zyl        | Sudafrica         | 50"31 |      |
| 7   | 7      | Josef Prorok         | Rep. Ceca         | 50"33 |      |
| 8   | 2      | Viktor Leptikov      | Kazakistan        | 51"67 |      |

#### 6ª Batteria
Ore 11:50.

| Pos | Corsia | Atleta             | Paese           | Tempo | Note |
| --- | ------ | ------------------ | --------------- | ----- | ---- |
| 1   | 7      | Félix Sánchez      | Rep. Dominicana | 49"24 | Q    |
| 2   | 8      | Jack Green         | Gran Bretagna   | 49"49 | Q    |
| 3   | 9      | Mamadou Kassé Hann | Senegal         | 49"63 | Q    |
| 4   | 6      | Tetsuya Tateno     | Giappone        | 49"95 |      |
| 5   | 5      | Josef Robertson    | Giamaica        | 49"98 |      |
| 6   | 3      | Boniface Mucheru   | Kenya           | 50"33 |      |
| 7   | 2      | Artem Dyatlov      | Uzbekistan      | 51"55 |      |
| 8   | 4      | Andrés Silva       | Uruguay         | 53"38 |      |

### Finale
| Primatista mondiale e olimpico | 46"78       | Kevin Young   | Rit. 1994 |
| Primatista stagionale          | 47"78 (6/7) | Javier Culson | Presente  |

1. ↑  Record stabilito nel 1992.
2. ↑  Alla data del 20 luglio 2012

| Pos.    | Atleta          | Età | Paese             | Tempo | Note |
| ------- | --------------- | --- | ----------------- | ----- | ---- |
| Oro     | Félix Sánchez   | 35  | Rep. Dominicana   | 47"63 |      |
| Argento | Michael Tinsley | 28  | Stati Uniti       | 47"91 |      |
| Bronzo  | Javier Culson   | 28  | Porto Rico        | 48"10 |      |
| 4       | David Greene    | 26  | Gran Bretagna     | 48"24 |      |
| 5       | Angelo Taylor   | 34  | Stati Uniti       | 48"25 |      |
| 6       | Jehue Gordon    | 21  | Trinidad e Tobago | 48"86 |      |
| 7       | Leford Green    | 26  | Giamaica          | 49"12 |      |
| 8       | Kerron Clement  | 27  | Stati Uniti       | 49"15 |      |